# Paulo Mendes Peixoto
Paulo Mendes Peixoto (ur. 25 lutego 1951 w Imbé de Minas) – brazylijski duchowny katolicki, arcybiskup Uberaby od 2012.

## Życiorys
8 grudnia 1979 otrzymał święcenia kapłańskie i został inkardynowany do diecezji Caratinga. Pracował jako duszpasterz parafialny oraz jako wykładowca, ekonom i ojciec duchowny diecezjalnego seminarium.
7 grudnia 2005 został mianowany biskupem diecezji São José do Rio Preto. Sakry biskupiej udzielił mu 25 lutego 2006 biskup Hélio Gonçalves Heleno.
7 marca 2012 papież Benedykt XVI mianował go ordynariuszem archidiecezji Uberaba.
31 marca 2018 został administratorem sede plena diecezji Formosa po aresztowaniu biskupa José Ronaldo Ribeiro. Funkcję sprawował do 2019.